# Rádióélet
«Радиоэлет» (Rádióélet) — публичное товарищество, обладавшее монополией на радиовещание в Венгрии в 1925—1945 гг. До 1929 года называлась «Венгерские новости по телефону и радио» (Magyar Telefonhírmondó és Rádió), до 1925 года — «Новости по телефону» (Telefonhírmondó)

## Вещательная деятельность компании
Компания вела:
- в 1893—1943 гг. проводное вещание;
- в 1925—1945 гг. вещание по радиопрограмме «Будапешт I» (Budapest I), звучавшей на средних волнах;
- в 1932—1945 гг. вещание по радиопрограмме «Будапешт II» (Budapest II), звучавшей на средних волнах;
- в 1938—1945 гг. радиопередачи на коротких волнах под позывным «Радио Будапешт» (Radio Budapest).

## Правопреемники
В 1945 году «Радиоэлет» было объединено с Венгерским телеграфным агентством в акционерное общество «Венгерские центральные новости» (Magyar Központi Híradó Rt.)